# جولين أزكوي
جولين أزكوي (بالإسبانية: Julen Azkue)‏ (21 سبتمبر 1995 بثاراوث في إسبانيا - ) هو لاعب كرة قدم إسباني في مركز الوسط. لعب مع نادي إيبار.

## روابط خارجية
- جولين أزكوي على موقع قاعدة بيانات كرة القدم.إي يو (الإنجليزية)
- جولين أزكوي على موقع Soccerway.com (الإنجليزية)